# Lethrinops auritus
Lethrinops auritus (tên tiếng Anh là Golden Sandeater) là một loài cá thuộc họ Cichlidae.
Nó là loài đặc hữu của Malawi. Môi trường sống tự nhiên của chúng là hồ nước ngọt.